# 广州地铁12号线
广州地铁12号线是广州地铁的路线之一，屬於城市軌道交通系統。该线途经白云、越秀、海珠和番禺区，其中西段（浔峰岗—广州体育馆）和东段（二沙岛—大学城南，不含赤岗）于2025年6月29日开通，剩余中段及东段赤岗站仍在建设中。

## 概要
12号線大致呈西北-東南走向，是線網規劃中「X」型對角線中的其中一條（另一条为10号线）。
线路起始於白雲區潯峰山東路金沙洲路口，沿潯峰山東路向東北行進，穿越珠江和沉香沙岛後进入广海路，向东穿越广清高速、嘉忠物流中心、增埗河后转入西槎路、德康路。其后线路转向北下穿富康村北部、京广铁路、金源村西部，經過国铁广州白云站东侧；随后线路转向东沿白云二线至齐富路行進，之后向东南转入白云大道往南行进，穿越广园中路与环城高速高架橋后向东南方向穿越白云山风景名胜区南部的雕塑公园。之后线路掠越麓湖，再分别穿越内环路和广深铁路。然後線路转向南穿越环市东路后沿建设六马路行进，於東風路口往东南斜穿烈士陵园后，沿东川路行进。然後線路转向东南方向穿越内环路后进入东湖路，經過东山湖公园后线路转向东南穿越珠江后进入二沙岛，大致沿大通路、烟雨路行進，經過島上的广州发展公园。其后线路转向东南穿越珠江，然后沿艺洲路向東行進。之後線路在双塔路与赤岗涌交叉处转向东南，經過猎德大桥后沿着黄埔涌南岸往东，然后转向东南沿赤沙涌行进，穿越华南快速干线，轉向東进入新滘东路。線路隨後轉向南进入科韵路，分别穿越广州环城高速、仑头海后进入官洲岛，穿越官洲河后进入广州大学城中軸線往南行进，下穿中心湖公园後最終抵達終點大学城南站。另外，規劃亦預留在大学城北站分岔出一條支線，往西南方向前往广东科学中心一带。
十二号线全长约37.6公里，均为地下線；共设置25座车站；平均站间距约1.5公里，最大站間距2.34公里，為中医药大学站至麓湖站區間，最小站間距0.82公里，為棠涌站至新市墟站區間。本線將在西洲站西北偏北設置槎头车辆段，鄰近13號線凰崗站；以及在大學城南站西南側，即广东工业大学大学城校区以南地塊設置大学城南停车场。同時興建白云文化广场主变电站和擴建自8號線赤沙滘变电站的花岗主變電站（與11號線、18號線共用）为车辆供电。
另外，浔峰岗北站至西洲站区间隧道途经佛山市南海区境内，但未设置车站。

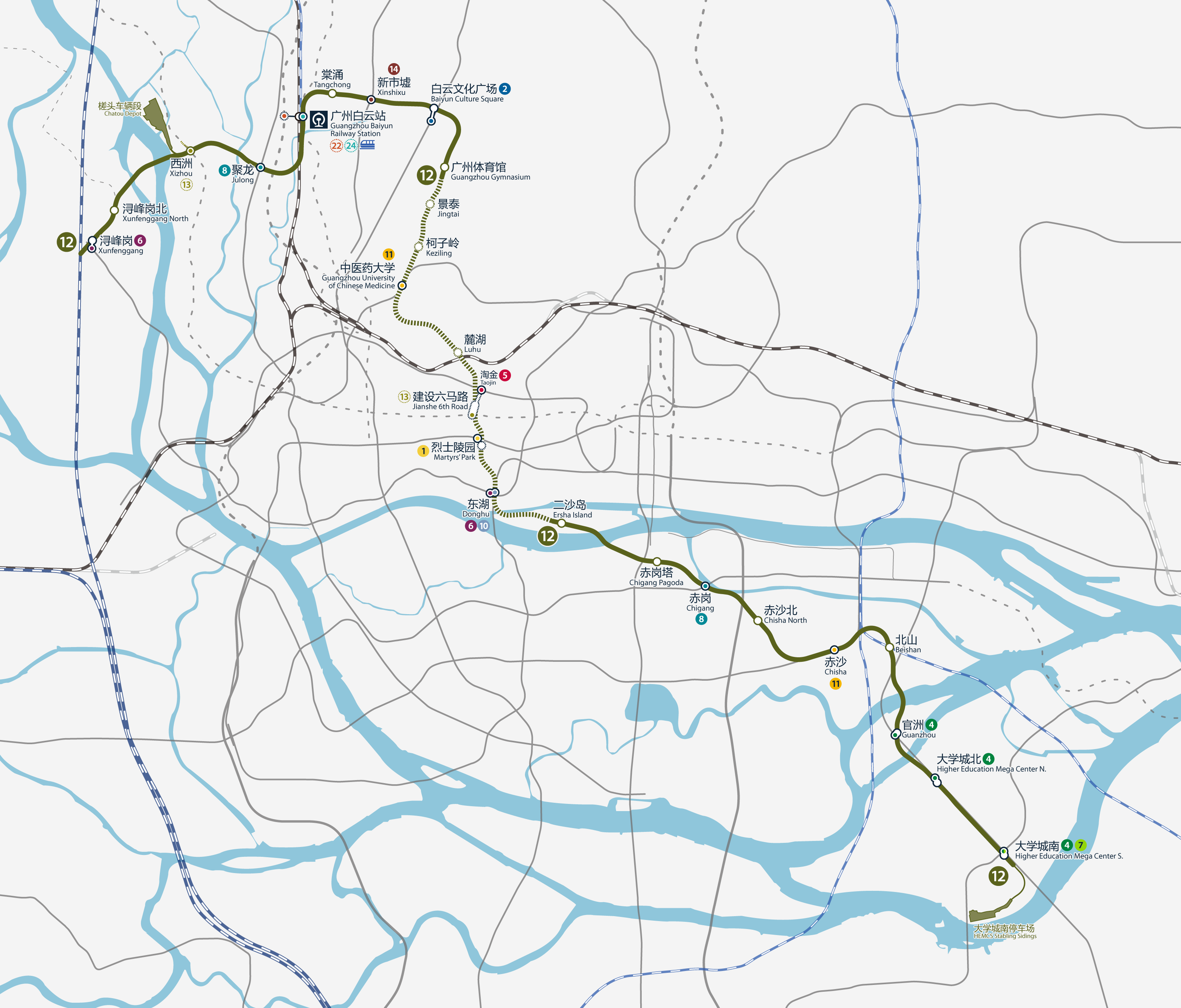
12號線線路圖，按真實走向比例繪畫，含在建的中段

## 歷史

### 規劃
1997年《廣州市城市快速軌道交通線網規劃研究（最終報告）》的6號線即為現時12號線的雛型。當時的路線起自槎頭，沿西槎路、德康路、崗貝路向西行走，經過舊機場後轉向南沿白雲大道南行進，隨後轉入大金鐘路、廣園路向東，進入天河區後再轉入天壽路，然後沿天河東路、獵德大橋一直向南，隨後轉向東南，最終大致到達石榴崗。
2003年方案中，該線改名為9號線，並在廣州大道中轉向南，隨後依次轉入天河北路和中山大道，一路向东至大沙地路，最后進入夏港大道，以黃埔客運港為終點。2005年对该方案作出微调，9号线编码改为14號綫，其與5號線交換茅崗立交以東路段，並在茅崗立交南邊交匯，14號線改為經黃埔東路、舊107國道，並沿荔新大道大幅延長，進入增城市荔城鎮。
後來在2008年方案中，原14號線被分拆，大金鐘路以北路段成為現有12號線的一部分，並改為大致向東南方向延長，成為西北東南斜穿線。广州地铁总工程师陈韶章同期作出的《广州地铁技术创新回顾与思考》主题报告中，提及需拆解已經建成的4号线，将大學城南以南一段拆出並併入12號線，作為線網規劃中的「X」型對角線的其中一條。雖此計劃最終被擱置，但12號線南段因而被規劃為與4號線官洲至大學城南段並行三站。而廣園路、天河北路至中山大道華景新城一段成為當時環線（現11號線）的一部分，東段天河公園以東至新塘站之間的一段成為現時13號線的一部分，荔新大道一段則成為現時16號線。此外西段以槎头为终点站，并预留延伸至南海区水镇的条件。
为改善金沙洲地区出行条件，2014年5月28日召开的市规委会上决定将12号线往西延长至金沙洲，接駁6號線潯峰崗站，不再接入里水。2016年，因城际广佛环线改为在科学中心设站，12号线调整终点站至科学中心，以完善接驳；大学城南停车场亦调整为科学中心停车场。
2017年，因應新建國鐵棠溪站（现广州白云站）的接駁要求，12號線西段線位稍作修改，往北繞行，取消白云公园、岗贝站，新增南航新村、新市墟、白云文化广场、云溪公园站；同时线路因故不再接驳科学中心，取消北亭及科学中心站，恢复大学城北和大学城南站。同年3月，包含12号线在内的广州地铁三期建设规划方案获国家发改委批复。同年8月环评报告中，麓景西路站变更为恒福路站。2018年3月的环评中，受土地协调影响，本线停车场恢复为大学城南停车场，棠溪车辆段亦调整为槎头车辆段。同年6月，棠溪站和云溪公园被调整为换乘站。

### 建設
本線于2018年11月19日正式開工建设。

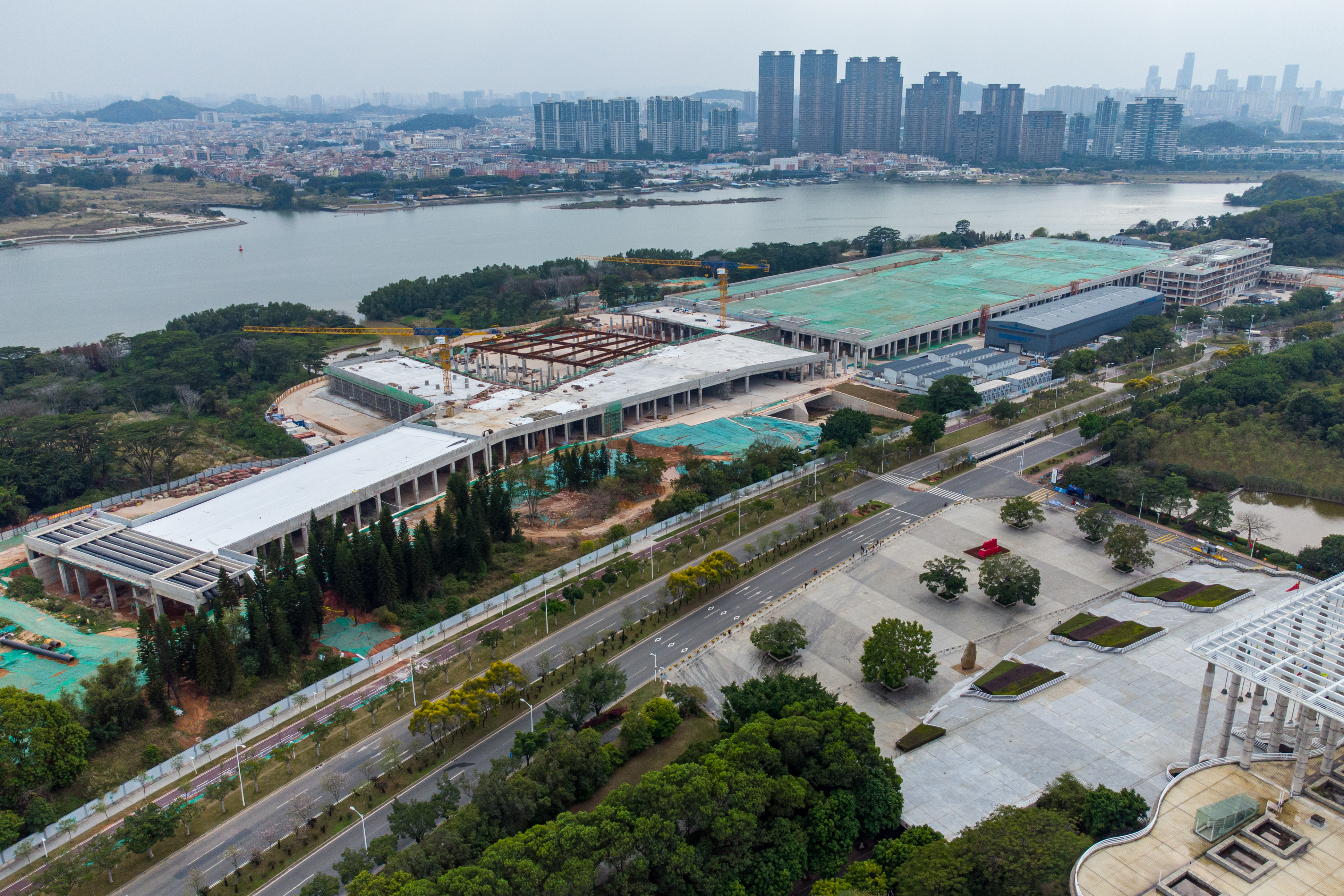
建设中的大学城南停车场

2020年11月24日，官洲站主体结构封顶，为全线首座封顶车站；同年12月28日，官洲至大学城北区间盾构始发，为全线首个。
2022年7月27日，全线开始部分贯通区间铺轨；同年8月29日，建設六馬路站开始进行地铁施工，为12號線和13號線二期最后开工的车站。
2023年1月，本线唯一采取矿山法进行施工的隧道，即赤岗至岭南广场站区间顺利贯通。同年4月，浔峰岗至浔峰岗北站双线区间通过工程验收，是12号线施工工程中首个通过工程验收的区间。
2023年5月15日，仑头铺轨基地举行轨道工程首铺仪式，标志着12号线南段进入正线铺轨阶段。2024年4月，随着岭南广场至赤岗区间隧道双线贯通，12号线南段（岭南广场至大学城南）盾构隧道全部贯通、车站全部封顶。同年6月初，12号线大学城南至二沙岛段短轨贯通，并于6月下旬完成长轨贯通。8月，12号线东段实现电通。
2024年9月末，大学城南停车场完成“三权”移交，是全线首个完成移交的工点。同年11月1日，东湖站（不含）至大学城南停车场段完成热滑试验，其轨行区完成“三权”移交。同年12月，西段（浔峰岗至云溪公园（不含））轨行区及槎头车辆段完成三权移交，东段的赤沙北和官洲亦成为首批完成“三权”移交的车站。
12號線原计划于2023年竣工，但由于建设进度不理想，广州当局2022年将预计竣工时间延后至2024年；该年广州地铁计划先行开通东南段，但因海珠段个别车站建设缓慢，加上地铁方面对东南段运营方式尚未定论，该方案最终未能实施。
截止2025年8月，十二号线中段（景泰-东湖）土建工程累计完成75%。7座车站中，6座已封顶，剩余1座进行土建施工，7个区间全部贯通。

### 运营
2025年6月29日12时，西段（浔峰岗—广州体育馆）和东段（二沙岛—大学城南）开通运营。其中东段的赤岗站由于建设进度落后，因此无法与其它车站同步开通。

## 车站
12号线共設有25座车站。开通初期有17座车站投入服务（东段8座、西段9座）。
| 車站編號 | 站名及配色 | 站名及配色   | 里程（公里） | 里程（公里） | 换乘路线                                 | 所在地        | 啟用時間      | 车站形式            |
| 車站編號 | 站名及配色 | 站名及配色   | 站间         | 累计         | 换乘路线                                 | 所在地        | 啟用時間      | 车站形式            |
| 12號線西段 | 12號線西段 | 12號線西段   | 12號線西段   | 12號線西段   | 12號線西段                               | 12號線西段    | 12號線西段    | 12號線西段          |
| --- | ---------- | ------------ | ------------ | ------------ | ---------------------------------------- | ------------- | ------------- | ------------------- |
| 1201 |            | 潯峰崗       | 0.9          | 37.4         | 6号线 601                                | 白云区        | 2025年6月29日 | 地下側式站台        |
| 1202 |            | 浔峰岗北     | 2.3          | 36.5         | 里横路站： 南海有轨电车裏水示范段[TNH4]  | 白云区        | 2025年6月29日 | 地下島式站台        |
| 1203 |            | 西洲         | 1.5          | 34.2         | 13号线                                   | 白云区        | 2025年6月29日 | 地下島式站台        |
| 1204 |            | 聚龙         | 2.2          | 32.7         | 8号线 806                                | 白云区        | 2025年6月29日 | 地下島式站台        |
| 1205 |            | 广州白云站   | 1.2          | 30.5         | 22号线、24号线 广州白云站、 广清城际铁路 | 白云区        | 2025年6月29日 | 地下三島式月台[L24] |
| 1206 |            | 棠涌         | 0.8          | 29.3         |                                          | 白云区        | 2025年6月29日 | 地下島式站台        |
| 1207 |            | 新市墟       | 1.2          | 28.5         | 14号线                                   | 白云区        | 2025年6月29日 | 地下島式站台        |
| 1208 |            | 白云文化广场 | 1.6          | 27.3         | 2号线 220                                | 白云区        | 2025年6月29日 | 地下島式站台        |
| 1209 |            | 广州体育馆   | 0.9          | 25.7         |                                          | 白云区        | 2025年6月29日 | 地下島式站台        |
| 12號線中段 |            |              |              |              |                                          |               |               |                     |
| 1210 | 景泰       | 景泰         | 1.0          | 24.8         |                                          | 白云区        | 有待确定      | 地下島式站台        |
| 1211 | 柯子岭     | 柯子岭       | 0.9          | 23.8         |                                          | 白云区        | 有待确定      | 地下島式站台        |
| 12 | 中医药大学 | 中医药大学   | 2.3          | 22.9         | 11号线 1112                              | 白云区        | 有待确定      | 地下島式站台        |
| 1213 | 麓湖       | 麓湖         | 1.4          | 20.6         |                                          | 越秀区        | 有待确定      | 地下島式站台        |
| 1214 | 建设六马路 | 建设六马路   | 1.8          | 19.2         | 13号线 淘金站：5号线 508                 | 越秀区        | 有待确定      | 地下島式站台        |
| 1215 | 烈士陵园   | 烈士陵园     | 1.1          | 17.4         | 1号线 111                                | 越秀区        | 有待确定      | 地下島式站台        |
| 1216 |            | 东湖         | 2.0          | 16.3         | 6号线 613、10号线 10                     | 越秀区        | 有待确定      | 地下島式站台        |
| 12號線东段 |            |              |              |              |                                          |               |               |                     |
| 1217 |            | 二沙島       | 2.3          | 14.3         |                                          | 越秀区        | 2025年6月29日 | 地下一岛一侧式月台  |
| 1218 |            | 赤岗塔       | 1.1          | 12.0         | 28号线                                   | 海珠区        | 2025年6月29日 | 地下雙島式站台[L28] |
| 1219 |            | 赤岗         | 1.5          | 10.9         | 8号线 824                                | 海珠区        | 有待确定      | 地下島式站台        |
| 1220 |            | 赤沙北       | 2.3          | 9.4          |                                          | 海珠区        | 2025年6月29日 | 地下島式站台        |
| 1221 |            | 赤沙         | 1.4          | 7.1          | 11号线 1101                              | 海珠区        | 2025年6月29日 | 地下雙島式站台[L11] |
| 1222 |            | 北山         | 2.0          | 5.7          |                                          | 海珠区        | 2025年6月29日 | 地下島式站台        |
| 1223 |            | 官洲         | 1.5          | 3.7          | 4号线 420                                | 海珠區[BioIs] | 2025年6月29日 | 地下島式站台        |
| 1224 |            | 大学城北     | 2.2          | 2.2          | 4号线 419                                | 番禺區        | 2025年6月29日 | 地下島式叠式站台    |
| 1225 |            | 大学城南     | -            | 0.0          | 4号线 418、7号线 709                     | 番禺區        | 2025年6月29日 | 地下島式站台        |
| 註釋 |            |              |              |              |                                          |               |               |                     |
| - 所有以斜体标识的线路和车站均未开通。 - TNH4 换乘线路及车站位于佛山市南海区。 - L24 12號線與24號線共用，其中12號線使用中央岛式站台以及两侧岛式站台的内側。 - L28 12號線與28號線共用，其中12號線使用內側。 - L11 12號線與11號線共用，其中12號線使用外側。 - BioIs 官洲島（國際生物島）目前由黃埔區進行代管，但全島在行政區劃上仍屬於海珠區。 |            |              |              |              |                                          |               |               |                     |
| 论 编 |            |              |              |              |                                          |               |               |                     |

### 換乘站
12号线目前西段设有3个换乘车站；东段除赤岗站外，设有4个换乘车站供乘客换乘。
开通时投入使用
- 潯峰崗站：换乘6号线。6号线為高架車站，建设时未作出预留；12號線為地下車站，為站廳通道換乘。
- 聚龍站：换乘8号线。8号线建设时已预留扩建条件，本线建设时再兴建本线的站台。设计为站台T型节点式换乘。
- 白云文化广场站：换乘2号线。2号线建设时未作出预留，且两线车站距离較远，12号线建设时增建換乘通道連接現有2號線車站。
- 赤沙站：换乘11号线。本線由11號線統一設計、同步施工，為雙島四線站台平行換乘，並設有11、12號線的聯絡線。
- 官洲站：换乘4号线。4号线建设时未作出预留，需通过站厅换乘。
- 大學城北站：换乘4号线。4号线建设时未作出预留，需通过站厅换乘。另外本站亦預留未來分岔出12號綫支綫的條件。
- 大學城南站：换乘4号线和7号线。4号线和7號線建设时均未作出预留，需通过站厅换乘。

未来换乘站
- 西洲站：换乘13号线[4]。本站兩線車站由13號線統一設計、同步施工，為站台T型節點換乘，並設有12、13號線的聯絡線。
- 广州白云站：换乘24号线。车站设于国铁白云站东广场，地鐵樞紐車站隨國鐵車站統一設計，同步建成。12號線将建成三島四線式月台，其中12號線使用中間的兩條路軌和中央的島式月台，24號線將使用外側的兩條路軌，外側兩個島式月台供12號線和24號線實現站台平行換乘[37]。
- 新市墟站：换乘14号线。兩線車站統一設計，同步施工，為站台T型節點換乘及站廳換乘。
- 中医药大学站：换乘11号线。兩線大致平行，本線由11號線統一設計，同步施工，預留疊式島式換乘，12號線在上，11號線在下。
- 建设六马路站：换乘13号线。本站由13號線統一設計，同步施工，預計為站台及站廳換乘；同时计划设有换乘厅连通5號線淘金站，實現三线之间換乘。
- 烈士陵園站：换乘1号线。1号线建设时未作出预留，12號線车站建設有換乘節點，分別連接兩線站廳和站台。
- 東湖站：换乘6号线、10号线。10號線、12號線兩線車站由10號線統一設計，同步施工，預留疊式島式換乘，12號線在上，10號線在下；6號線建造時没有作預留，需經站廳通道換乘。
- 赤岗站：换乘8号线，為站廳换乘。8號線建造时未作出预留，12號線建設时对8號線站廳进行扩建。

设有预留的换乘站
- 广州白云站：此站在上述12號線和24號線的站台预留L型節點与规划中的佛山地铁6号线換乘，以及與位於国铁白云站西廣場的22号线以及預留規劃新線進行站廳換乘。車站西廣場一側將設有地下通道，連接至8號線石潭站[37]。
- 赤岗塔站：此站已建成雙島式月台，可供规划中的28号线换乘。

## 行车安排
目前12号线西段（浔峰岗—广州体育馆）和东段（二沙岛—大学城南）均执行单一交路，东段全程约23分钟，西段全程约21分钟。两段的高峰期行车间隔均为约6分钟。

## 列车

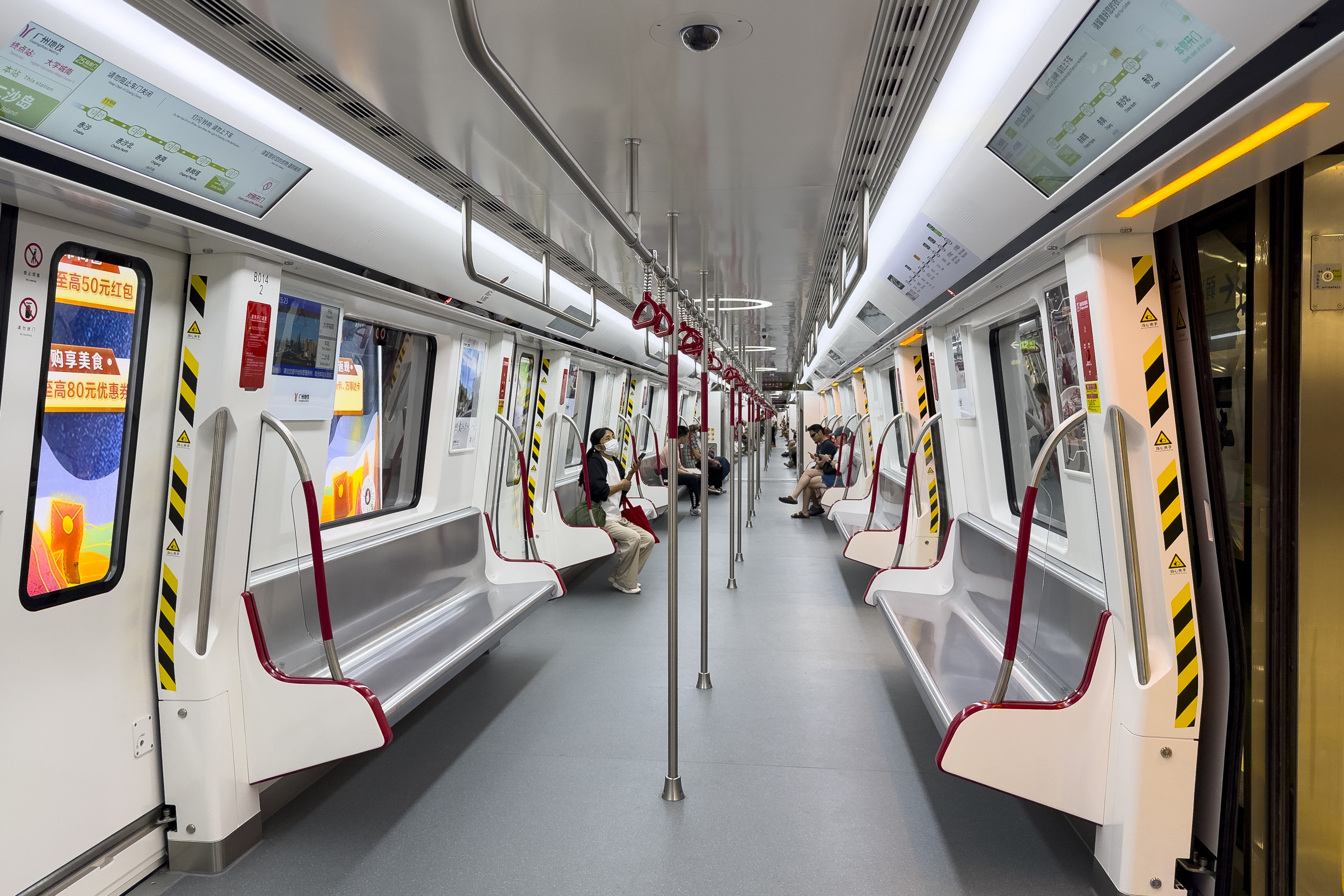
十二号线列车内部

12號線使用6節編組A型中国标准地铁列车。其满足GoA4级全自动驾驶条件，最高時速80公里。
本型列车共购置282輛/47列，由中车株机及其子公司广州中车制造。首列车（12x009-010）已于2024年4月底运抵大学城南停车场。开通初期上线23列，其中东段12列、西段11列。

## 未来发展

### 中段
因建设进度落后，12号线中段和东段的赤岗站未能在2025年开通。其中东段仅能开通至二沙岛站，未能开通至下一站东湖与6号线及10号线接驳。地铁方面此前曾考虑通过“拉风箱”方式接入东湖站，但会影响东段发车间隔，无法满足高峰期客流需求，因此放弃了该方案，以期提高服务水平。

### 支线
根据规划，12号线未来将在大学城北站分出支线，向西南途经北亭村、广东科学中心后，再向南跨越新造水道到达陈边村，与规划43号线交汇。大学城北站已预留支线的车站结构，并具有支线向北拆解延伸成独立新线的条件。当局亦规划43号线东段（陈边-广汽基地）初期纳入12号线支线实施，以完善广州国际创新城、莲花湾、广汽基地片区的交通覆盖。